# Бессараб Сергій Борисович
Сергі́й Бори́сович Бессара́б (13 листопада 1955, Старі Кайдаки) — радянський і український військовик. Генерал-лейтенант. Командувач військами Територіального управління «Північ» (2005—2007). Перший заступник командувача Сухопутних військ Збройних Сил України (2012—2015). Заступник начальника Генерального штабу Збройних Сил України (з 2015). Ексміністр у справах ветеранів України (2020).

## Життєпис
Народився 13 листопада 1955 року у селі Старі Кайдаки на Дніпропетровщині. У 1977 році закінчив Київське вище загальновійськове командне училище ім. М. Фрунзе (1977), Військову академію ім. Фрунзе (1990, Москва), Національну академію оборони України (2002, Київ, Україна).
Службу проходив командиром окремого комендантського взводу, ад'ютантом секретаріату військового округу, викладачем військової кафедри Української сільськогосподарської академії, командиром мотострілецької роти, командиром мотострілецького батальйону.
1990 року, після закінчення Військової академії ім. Фрунзе, продовжував службу в Закавказькому та Одеському військових округах СРСР, Північному та Південному оперативних командуваннях на посадах заступника командира, а згодом командира мотострілецького полку мотострілецької дивізії, командира навчального танкового полку, а згодом заступника начальника окружного навчального центру підготовки молодших спеціалістів, командира механізованої дивізії.
З 2002 року начальник штабу — перший заступник командувача армійського корпусу Північного оперативного командування.
З 2005 року начальник Територіального управління «Північ».
З травня 2007 р. — командир 6-го армійського корпусу Сухопутних військ Збройних Сил України. Начальник Дніпропетровського гарнізону.
З травня 2012 — перший заступник командувача Сухопутних військ Збройних Сил України.
З 2015 року командувач АТО. За повідомленням волонтера Віталія Дейнеги новий командувач заборонив українським військовослужбовцям у зоні АТО відповідати на артилерійські обстріли бойовиків вогнем із артилерії.
З 4 березня до 15 грудня 2020 року був міністром у справах ветеранів України.

## Нагороди та відзнаки
- Медаль «За військову службу Україні»;
- Відзнака Міністерства оборони України «Доблесть і честь»;
- Почесний нагрудний знак начальника Генерального штабу — Головнокомандувача Збройних Сил України «За доблесну військову службу Батьківщині»;
- Орден «За заслуги» III ступеня — За вагомий особистий внесок у зміцнення обороноздатності та безпеки Української держави, зразкове виконання військового обов'язку, високий професіоналізм та з нагоди 18-ї річниці Збройних Сил України (1.12.2009).[4]